# Chiara Francini
Chiara Francini (Florencia, 20 de diciembre de 1979) es una actriz, modelo, actriz de voz, cómica, presentadora de televisión y escritora italiana.

## Trayectoria
Nació en Campi Bisenzio, uno de los municipios que forman parte de la Ciudad metropolitana de Florencia. Se graduó en Literatura en la Universidad de Florencia con 110 cum laude. Profesionalmente, se formó en el Teatro della Limonaia, donde debutó con el texto Noccioline de Fausto Paravidino. Poco después de graduarse y comenzar sus estudios de interpretación, fue contratada por el Teatro Ambra Jovinelli en Roma donde estuvo dos años en el espectáculo Faccia da comico, bajo la dirección artística de Serena Dandini.  Su primer trabajo cinematográfico fue en el film Fortezza Bastiani dirigido en 2002 por Michele Mellara y Alessandro Rossi. Comenzó en la televisión de la mano de Marco Giusti que la eligió para los programas Blablabla y Stracult. El periodo entre 2007 y 2008, fue de gran actividad para Francini puesto que en televisión la llamaron para Guardacostas, donde dio vida a Marzia Meniconi, Camera Cafe, Romanzo criminale o el telefilm Le ragazze di San Frediano, dirigido por Vittorio Sindoni. Para la gran pantalla interpretó el papel de Giustina en Una moglie bellisima de Leonardo Pieraccioni, donde también cantó dos canciones del musical Grease. Dio vida a Loredana en la película de Francesco Patierno Il mattino ha l'oro in bocca. Bajo la dirección de Massimo Cappelli, fue la madre de Ale en Bulli si nasce, sobre el acoso escolar que obtuvo entre otros premios, el de mejor cortometraje en la 38.ª edición del Festival de Cine de Giffoni. Fue Stella en Un altro pianeta de Stefano Tummolini, seleccionada en el Festival Internacional de Cine de Venecia de 2008 en la sección Días de Venecia (Jornada de los autores) obteniendo además el premio Queer Lion y salió de las fronteras italianas en Miracle at St. Anna de Spike Lee con el personaje de Fabiola, una de las víctimas del crimen de guerra nazi conocido como la Masacre de Stazzema en que se basa la película.
En 2009 participó en la miniserie Le segretarie del sesto, dirigida por Angelo Longoni, y en la película Feisbum - Il film, episodio Gaymers, dirigida por Emanuele Sana.
En 2010, volvió a televisión con la serie Tutti pazzi per amore 2, dirigida por Riccardo Milani. Ese mismo año prosiguió su carrera cinematográfica interpretando a Marta, una chica homosexual, en Hombres contra mujeres y en su secuela Mujeres contra hombres (2011) de Fausto Brizzi. En septiembre de 2011, se la pudo ver copresentando el programa de televisión de Italia Uno Colorado y en el cine protagonizó La peggior settimana della mia vita, de Alessandro Genovesi además de participar en la película C'è chi dice no, dirigida por Giambattista Avellino. 2012 también fue un año de gran presencia de Francini en las pantallas, pues la cadena Rai 1 emitió la tercera edición de Tutti pazzi per amore que contaba con su presencia. Apareció en el telefilm dirigido por Giambattista Avellino Un Natale per due, de Sky Italia. Condujo junto a Fabio Canino el programa de humor Aggratis! transmitido en directo por Rai 2 y formó parte del elenco de la película de Carlo Vanzina, Buona giornata.
En 2013 estuvo presentando el programa de Mediaset relacionado con la moda Fashion Style en horario de máxima audiencia y protagonizó a película Ti sposo ma non troppo, primer largometraje de Gabriele Pignotta. Francini pisó en 2014, las tablas del Teatro della Pergola de Florencia junto a Emanuele Salce con la obra Ti ho sposato per allegria, dirigida por Piero Maccarinelli, por la que recibió excelentes críticas, como la de Franco Cordelli. Ese año también protagonizó la película de Alessandro Genovesi, Soap opera y volvió a Colorado en la pequeña pantalla junto a Diego Abatantuono. En 2015 fue una de las protagonistas de la ficción Matrimoni e altre follie, dirigida por Laura Muscardin.
Otro hito importante para su popularidad se produjo cuando fue seleccionada como compañera de Pippo Baudo para presentar en octubre de 2016, la 13.ª edición del programa televisivo de Rai 1, Domenica In, que tras solo tres meses tuvo que abandonar por un problema de coincidencia de fechas de sus espectáculos teatrales y al que volvió como invitada.
Francini no solo se desarrolló en el mundo audiovisual, en 2012 Dolce & Gabbana la seleccionó para protagonizar la campaña publicitaria masculina 2012 de la firma. También fue la imagen de la empresa italiana de telecomunicaciones Tre Italia, en 2015.

## Filmografía

Chiara Francini

### Películas
- Maschi contro femmine (2010)

### Film de TV
- Non credo..., de Gianfranco Albano (Rai 1, 2013)

### Serie de TV
- Todos locos por amor - serie de televisión
- Non dirlo al mio capo - serie de televisión (2016-2018)
- Guardacostas - serie de televisión
- Drag Race Italia - serie de televisión

### Actriz de voz
- Angry Birds: la película - voz de Matilda (2016)